# This Is Bad Taste Vol. 4
This Is Bad Taste Vol. 4 är ett samlingsalbum utgivet på Bad Taste Records 2001. Skivan är en presentation över de band som var kontrakterade i bolaget vid tidpunkten för skivans utgivning. Skivan är den fjärde i raden av fem samlingsskivor som Bad Taste Records gav ut under namnet This Is Bad Taste.

## Låtlista
1. Satanic Surfers - "Together" - 2:21
2. Danko Jones - "Bounce" - 3:07
3. Within Reach - "Rentboy" - 3:54
4. Last Days of April - "Two Hands and Ten Fingers" - 4:56
5. All Systems Go! - "Blow It Up" - 3:13
6. Hard-Ons - "Trouble, Trouble" - 4:41
7. Misconduct - "You're the Reason" - 2:40
8. The Weakerthans - "Confessions of a Futon Revolutionist" - 3:20
9. Turtlehead - "Defects" - 2:23
10. Langhorns - "Mr. Moto" - 2:05
11. Astream - "Hard to Lose a Friend" - 3:30
12. The Almighty Trigger Happy - "Classic End" - 3:33
13. Satanic Surfers - "No One Can Deny" - 2:03
14. Danko Jones - "Never Again" - 2:20
15. Within Reach - "Hint" - 4:44
16. Last Days of April - "Days I Recall Being Wonderful" - 4:24
17. All Systems Go! - "Almost Lost My Mind" - 4:05
18. Hard-Ons - "Shade" - 3:02
19. Misconduct - "Streets of Glory" - 2:48
20. Turtlehead - "Welcome to Euthanasia" - 2:34
21. Langhorns - "Taco Wagon" - 2:21
22. Astream - "Annoying" - 3:36
23. The Almighty Trigger Happy - "No Luxury" - 1:50

### Fotnoter
1. ↑  ”This Is Bad Taste Vol. 4”. Discogs.com. http://www.discogs.com/Various-This-Is-Bad-Taste-Vol-4/release/2346146. Läst 7 januari 2012.